# Janet Watson

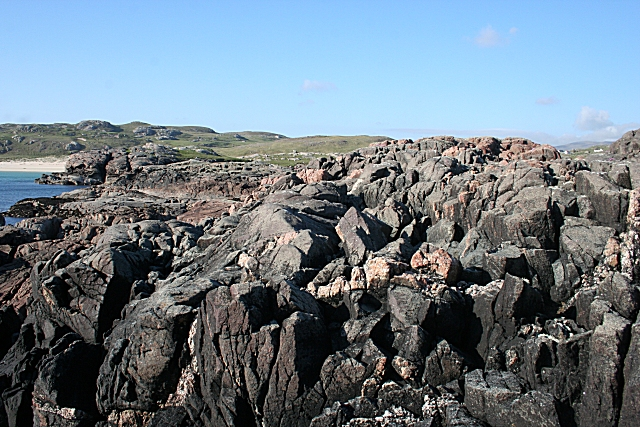
Gneis de Lewis, Escocia

Janet Vida Watson FRS FGS (1923 – 1985) fue una geóloga británica y profesora de geología en el Imperial College de Londres. Miembro de la Royal Society, es conocida por su contribución a la comprensión del complejo de Lewis en Escocia. En 1982 fue elegida Presidenta de la Sociedad Geológica de Londres, la primera mujer en ocupar ese puesto. 

## Biografía
Nació el 1 de septiembre de 1923 en Hampstead, Londres. Su padre, David MS Watson FRS era paleontólogo de vertebrados y profesor de zoología y anatomía comparada en la Universidad de Londres. Su madre, Katharine M. Parker, investigó embriología antes del matrimonio. Janet Watson creció junto a su hermana, Katharine Mary en South Hampstead y asistió a la escuela local. Luego acudió a la Universidad de Reading para aprender sobre Ciencias Generales. Watson se graduó con un título de honores de primera clase en biología y geología en 1943. Watson se casó con John Sutton en 1949. Murió el 29 de marzo de 1985, a la edad de 61 años.

## Trayectoria profesional
Después de su graduación en 1943, Watson comenzó a trabajar en el Instituto Nacional de Investigación en Dairying. Ella observó el crecimiento del pollo y sus dietas. Se aburrió de su trabajo y enseñó biología en la Escuela Wentworth, Bournemouth, antes de decidir convertirse en geóloga para el final de la Segunda Guerra Mundial. Solicitó el ingreso en el Imperial College en 1945, completando su licenciatura en Geología en 1947. Después de su segunda graduación, el entonces jefe de departamento, Herbert Harold Read, la tomó como estudiante y la puso a investigar a las migmatitas de Sutherland. Luego comenzó a trabajar en el complejo Lewis en el noroeste de Escocia junto con John Sutton, otro de los estudiantes de investigación de Read. Los dos completaron sus tesis doctorales en 1949, seguidas de una boda y luna de miel en las Islas del Canal, lo que explica una publicación conjunta sobre la geología de Sark unos años más tarde.
Después de la adjudicación de sus doctorados, ambos se unieron al personal del Imperial College. Publicaron su trabajo de tesis en un artículo en 1951, que tuvo un gran impacto en el estudio de los complejos precámbricos, al mostrar que era posible entender su desarrollo metamórfico y estructural como una serie de eventos orogénicos discretos que podrían ser discernido en el campo. Propusieron que un antiguo complejo de Archaean Scourian, había sido reelaborado parcialmente por un evento orogénico laxfordiano paleoproterozoico más joven, como lo demuestra su efecto sobre un conjunto de diques de dolerita, conocidos como los diques de Scourie. El trabajo de campo posterior, los estudios metamórficos y la datación radiométrica han refinado su cronología pero respaldan su hipótesis original.
Continuaron trabajando juntos en otros aspectos de la geología precámbrica de Escocia, incluidos los Moine, Dalradian y Torridonian. John Sutton se convirtió en jefe de departamento en el Imperial College en 1964 y desde entonces sus publicaciones conjuntas se volvieron menos frecuentes. Watson publicó un libro de texto introductorio  Beginning geology con su antiguo supervisor de doctorado H.H. Read en 1966, seguido de Introduction to Geology: Volume 1 Principles en 1968 e Introduction to geology Volume2 Earth history: Part 1 Early Stages of Earth History and Part 2 Later Stages of Earth History en 1975.
En 1975, Watson fue nombrado para una silla personal como profesor de investigación de geología. Ella continuó trabajando en los problemas del precámbrico en Escocia, pero también publicó sobre génesis de minerales y geoquímica regional. Se desempeñó como presidenta de la Sociedad Geológica de 1982 a 1984, la primera mujer en ocupar ese cargo.

## Premios
- Fondo Lyell - otorgado conjuntamente con John Sutton 1954
- Medalla Bigsby - otorgada conjuntamente con John Sutton 1965
- Medalla Lyell - otorgada 1973
- Medalla Clough - otorgada en 1979
- Royal Society - elegida en 1979, miembro del consejo y vicepresidenta hasta su muerte.

## Publicaciones
| Año  | Publicación                                                 | Tema                                                           |
| ---- | ----------------------------------------------------------- | -------------------------------------------------------------- |
| 1962 | Fossils and their Uses                                      | ¿Qué es un fósil y para qué se utiliza?                        |
| 1966 | Beginning Geology                                           | Primeras etapas de la historia de la tierra                    |
| 1975 | A Correlation of the Precambrian Rocks in the British Isles | La geología de Gran Bretaña                                    |
| 1977 | Introduction to Geology                                     | Introducción a la geología (rocas y mineralogía)               |
| 1979 | Rocks and Minerals - Second Edition                         | Determinaciones isotópicas de edad de rocas y minerales.       |
| 1983 | Geology and Man: An Introduction to Applied Earth Science   | Introducción a la ciencia de la tierra y la ciencia ambiental. |

## Legado
Janet Watson fue una de las principales contribuyentes al avance de la Ciencia de la Tierra. En mayo de 2009, el teatro de conferencias de la Sociedad Geológica recibió su nombre como agradecimiento por su gran influencia en la comunidad geológica. Desde 2016 la Sociedad Geológica celebra una reunión anual Janet Watson con el fin de dar la oportunidad a los geólogos jóvenes que comienzan sus carreras para presentar y discutir sus investigaciones. Watson también es muy recordada por su habilidad para hacer preguntas fundamentales sobre muchas áreas en su campo. Uno de sus muchos estudiantes, Rick Sibson, la apreciaba por siempre presionarlos a crear su propia forma de pensar.